# Ponte a Egola
Ponte a Egola is een plaats (frazione) in de Italiaanse gemeente San Miniato. 
De plaats heeft een eigen school die meedoet aan uitwisselingen met Nederlandse en andere Europese scholen. Ponte a Egola ligt vlak bij Pisa en Florence.